# ویلیام لورنس براگ
سر ویلیام لارنس برگ (Sir William Lawrence Bragg)‏‏ Kt، CH، OBE، MC، FRS‏ (۳۱ مارس ۱۸۹۰–۱ ژوئیه ۱۹۷۱)، فیزیکدان بریتانیایی بود که در استرالیا به دنیا آمد. او کاشف بلورنگاری با اشعه ایکس (۱۹۱۲) با کمک قانون پراش پرتوی ایکس براگ بود که در تعیین ساختار بلور نقش بنیادینی دارد. او دریافت کننده مشترک (با پدرش ویلیام هنری براگ) جایزه نوبل فیزیک در ۱۹۱۵ میلادی بود، «به دلیل خدماتش در تحلیل ساختار بلوری با کمک پرتوی ایکس» بود که یکی از قدم‌های مهم در توسعه بلورنگاری اشعه ایکس است.
براگ در ۱۹۴۱ میلادی مقام شوالیه را دریافت نمود. تا ۲۰۲۰ میلادی، جوان‌ترین دریافت کننده جایزه نوبل در فیزیک بود که در سن ۲۵ سالگی این جایزه را دریافت نمود. هنگامی که کشف ساختار DNA توسط جیمز واتسون و فرانسیس کریک در فوریه ۱۹۵۳ میلادی گزارش شد، براگ هدایتگر آزمایشگاه کاوندیش در کمبریج بود.

## زندگی

### سال‌های اولیه
برگ در آدلاید، جنوب استرالیا به دنیا آمد. والدین وی سر ویلیام هنری براگ (۱۸۶۲–۱۹۴۲)، استاد الدر ریاضیات و فیزیک در دانشگاه آدلاید و مادرش گوندولین (۱۸۶۹–۱۹۲۹)، دختر سر چارلز تاد، منجم دولتی استرالیای جنوبی بود.
او از همان اوایل به علوم و ریاضیات علاقه‌مندی نشان می‌داد. به مدت کوتاهی پس از شروع مدرسه، از سه چرخه افتاد و دستش شکست. پدرش که در مورد آزمایش‌های رونتگن در اروپا خوانده بود و آزمایش‌های خود را انجام می‌داد، از اشعه تازه کشف شدهٔ ایکس استفاده کرد و دست شکسته شده را مورد بررسی قرار داد. این اولین جراحی ثبت شده با کمک اشعه ایکس در استرالیا است.
در ۱۹۰۰ میلادی، برگ دانشجوی مدرسه کوئین در آدلاید شمالی بود که پنج سال نیز در کالج سنت پیتر آدلاید تحصیل نمود. او در سن ۱۶ سالگی جهت مطالعه ریاضیات، شیمی و فیزیک به دانشگاه آدلاید در ۱۹۰۸ میلادی رفت. در همان سال پدرش کرسی فیزیک کاوندیش را در دانشگاه لیدز پذیرفت و خانواده را به انگلستان آورد. برگ وارد کالج ترینیتی کمبریج در پاییز ۱۹۰۹ میلادی شد و کمک هزینه عمده تحصیلاتی را در ریاضیات دریافت نمود، با وجود این که امتحانش را به دلیل سینه پهلو در تخت خواب انجام داد. او پس از این که ابتدا در ریاضیات تفوق یافت، در سال‌های آخر مطالعاتش به دروس فیزیک روی آورد و با درجه افتخاری اول در ۱۹۱۱ میلادی فارغ‌التحصیل شد. براگ در ۱۹۱۴ میلادی به عنوان همکار در کالج ترینیتی انتخاب شد، چنین فلوشیپی در کالج کمبریج مرتبط با پذیرش و دفاع از یک تز می‌باشد.
براگ در میان سایر علاقه‌مندی‌هایش به صدف‌شناسی نیز علاقه‌مند بود؛ کلکسیون شخصی او شامل حدود ۵۰۰ گونه بود که شخصاً همه آن‌ها را از جنوب استرالیا جمع‌آوری کرده بود. او گونهٔ جدیدی از سپیداج کشف کرد که توسط ژوزف ورکو «Sepia braggi» نامیده شد.

### حرفه

#### اشعه ایکس و معادله برگ
در آن زمان ماهیت اشعه ایکس نامعلوم بود، پدرش استدلال می‌کرد که اشعه ایکس جریانی از ذرات است و سایرین ماهیت آن را موجی می‌دانستند. ماکس فون لائو، باریکه‌ای از اشعه ایکس را به بلوری در مقابل صفحه فوتوگرافیکی تاباند. کنار نقطه‌ای که اشعه به آنجا اصابت کرده بود، نقاط دیگری نیز از اشعه‌های انحراف یافته وجود داشند، لذا نتیجه گرفته شد که اشعه ایکس خاصیت موجی دارد. در ۱۹۱۲ میلادی، دبلیو. ال. برگ که سال اول خود را به عنوان دانشجوی تحقیقاتی در کمبریج سپری می‌نمود، در حالی که کنار رودخانه قدم می‌زد، به این شهود رسید که بلورها از صفحات موازی اتم‌ها تشکیل شده‌اند که باریکه‌های اشعه ایکس را در اکثر زوایا پراش نمی‌کنند، چرا که باید اشعه‌های ایکس منحرف شده ناشی از برخورد با اتم‌ها، از فاز خود خارج شده باشند و لذا همدیگر را خنثی کنند. با این حال، هنگامی که پرتوی اشعه ایکس در زاویه‌ای برخورد کند که فاصله طی شده بین صفحات برابر طول موج اشعه ایکس باشد، آناگاه این انحرافات هم فاز خواهند بود و خالی را در فیلم مجاورش ایجاد می‌نماید. او از این بینش الهام گرفته و قانون ساده براگ را نوشت که طول موج اشعه ایکس و فاصله بین صفحات اتمی در یک بلور ساده را با زاویه بازتابی مرتبط می‌سازد.
پدر او دستگاهی ساخت که توسط آن بلور در زوایای دقیقی دوران یافته و انرژی پرتاب‌های بازتابی اندازه‌گیری می‌شوند. او و پدرش با این کار توانستند که فواصل بین صفحات اتمی را در تعدادی از بلورهای ساده بسنجند. آنها فواصل اتم‌ها را از وزن بلور و عدد آووگادرو بدست می‌آوردند که آنها را قادر می‌ساخت تا طول موج‌های اشعه‌های ایکس تولیدی را با اهداف فلزی متفاوتی در لوله‌های پرتوی ایکس اندازه‌گیری نمایند. دبلیو. اچ. براگ، نتایجشان را در اجلاسی در قالب مقاله گزارش نمود و اعتبار معادله آن را به «پسرش» (بدون نام بردن) داد، اما پسرش را به عنوان مؤلف مشترک در نظر نگرفت که باعث ایجاد «رنجشی» در پسرش شد که هیچگاه از پس آن غصه بر نیامد.